# Galium pisiferum
Galium pisiferum är en måreväxtart som beskrevs av Pierre Edmond Boissier. Galium pisiferum ingår i släktet måror, och familjen måreväxter. Inga underarter finns listade i Catalogue of Life.